# Taboo (single)
Pour les articles homonymes, voir Taboo (homonymie).
Singles de Kumi Kōda
Moon
(2008) Stay with me
(2008)
Taboo est le 41e single de Kumi Kōda sorti sous le label Rhythm Zone le 8 octobre 2008 au Japon. Il atteint la 1re place du classement de l'Oricon. Il se vend à 65 569 exemplaires la première semaine, et reste classé pendant 13 semaines, pour un total de 88 405 exemplaires vendus. Il sort en format CD et CD+DVD.
Taboo a été utilisé comme campagne publicitaire pour music.jp. Taboo se trouve sur l'album Best ~Third Universe~, sur la compilation Trick et sur l'album remix Koda Kumi Driving Hit's.

## Liste des titres
| 1. | Taboo                                      | Kumi Kōda, HIRO | HIRO               | 3:55 |
| 2. | Always                                     | Kumi Kōda       | Daisuke“D.I"Imai   | 4:31 |
| 3. | Taboo (House Nation Sunset in Ibiza Remix) | Kumi Kōda, HIRO | HIRO, House Nation | 5:44 |
| 4. | Taboo (instrumental)                       | Kumi Kōda       | HIRO               | 3:55 |
| 5. | Always (instrumental)                      | Kumi Kōda       | Daisuke“D.I"Imai   | 4:26 |

| 1. | Taboo                   |  |
| 2. | Taboo (Another Version) |  |
| 3. | Making of               |  |